# Чёрный Обелиск (группа)
«Чёрный Обели́ск» — советская и российская метал-группа, существовавшая в период 1986—1988 и 1990—1997 годов под лидерством бас-гитариста-виртуоза, вокалиста, автора-исполнителя песен Анатолия Крупнова, а после его смерти коллектив был реорганизован в 1999 году несколькими бывшими участниками.

## История

### Предыстория
Становление группы началось в конце 1985 года, когда ряд участников группы «Проспект» (Анатолий Крупнов — бас, вокал, Николай Агафошкин — барабаны, Константин «Костыль» Денежкин — гитара, Евгений Чайко — звукооператор, Андрей «Батюшка» Денежкин — светооператор) отделились с целью создания собственного коллектива. К ним присоединился гитарист Николай Коробов. Этот состав во главе с Крупновым создал четыре вещи в рок-н-ролльно-хардовой стилистике, которые были записаны на двухканальный магнитофон.
Одним из множественных пробных названий группы было «Монумент». Но в 1986 году Анатолий Крупнов придумал название по одной из своих любимых книг Эриха Марии Ремарка «Чёрный обелиск».

### 1986—1988
Летом 1986 года, Крупнов, недовольный уровнем музыкантов, начинает искать новых гитаристов. В конце июня 1986 года он знакомится с гитаристом Юрием «Алексисом» Алексеевым и предлагает ему стать участником зарождающегося «Чёрного обелиска». Юрий записывает несколько соло на старые песни, но от предложения присоединиться к группе пока отказывается.
В результате поисков первыми гитаристами группы становятся Михаил «Ботаник» Светлов и Юрий «Ужас» Анисимов. Официальной датой рождения группы «Черный обелиск» считается 1 августа 1986 года. Состав «Черного обелиска» образца лета 1986 года: Анатолий Крупнов — бас-гитара, вокал; Николай Агафошкин — барабаны; Михаил Светлов — гитара; Юрий Анисимов — гитара; Евгений Чайко — звукооператор; Андрей Денежкин — светооператор. Безусловным лидером группы становится Анатолий Крупнов. В течение полутора месяцев последующих репетиций Анатолий Крупнов пишет для группы пять песен («Апокалипсис», «Чёрный обелиск», «Троянский конь», «Абадонна», «Болезнь») и уже 23 сентября 1986 года прямо на репетиционной базе (в клубе «Шерсть-сукно») состоялось первое выступление группы «Чёрный обелиск». После этого концерта группе поступает предложение стать участником «Московской рок-лаборатории», которое она принимает. Коллектив получает возможность давать регулярные концерты и «Черный обелиск» активно набирает популярность (к этому моменту в репертуаре «Черного обелиска» появилась ещё одна, ставшая настоящим хитом группы, песня «Полночь»).
После концерта в ДК «им. Войтовича» место Михаила Светлова в группе занимает гитарист Юрий Алексеев. В конце 1986 года в руки Анатолию Крупнову попадает сборник французского поэта-символиста Шарля Бодлера, на стихи которого он пишет новые песни: «Вступление» и «Фантастическая гравюра». Первоначально на концертах, вступление к «Фантастической гравюре» Крупнов исполнял на скрипке. В начале декабря 1986 года в ДК «Красный октябрь» записывается концертный магнитофонный альбом группы «Черный Обелиск», представлявший первую программу группы, озаглавленную «Апокалипсис». С этого периода звукооператор Евгений Чайко начал записывать практически все концертные выступления «Чёрного Обелиска». Частые выступления и магнитофонные записи способствовали активному росту популярности «Чёрного Обелиска».
В начале 1987 года была предпринята попытка записи в студии программы «Апокалипсис», но из-за отсутствия должного опыта, запись не удалась и была заброшена. Тогда группа отстроила звук и прямо на репетиционной базе «в живом режиме» записала композиции из концертного «Апокалипсиса», добавив к ним песни «Чёрный обелиск» и «Литании Сатане». В 1987 году Анатолий Крупнов продолжает создавать цикл песен на стихи Шарля Бодлера. Пишутся песни «Литании Сатане», «Сплин», инструментальная композиция «Неотвратимое» (которая в силу своей сложности исполнялась на концертах лишь единожды). Спустя время создаётся инструментальная пьеса «Цветы зла», содержавшая в своей средней части музыкальные фрагменты всех композиций из цикла песен на стихи Бодлера. В этот период группа приобретает огромную популярность, граничащую с ажиотажем, и дает по 8-10 концертов в месяц, как в Москве так и на выездных гастролях СССР.
В феврале 1987 года группа выступает на "Фестивале надежд" и становится лауреатом, получив приз за лучшие металлические тексты. В марте 1987 года в «Чёрный обелиск» возвращается гитарист Михаил Светлов, заменивший Юрия Анисимова. Коллектив приобретает свой, считающийся «классическим» для того времени, состав: 

Анатолий Крупнов — бас-гитара, вокал; Николай Агафошкин — барабаны; Юрий Алексеев — гитара; Михаил Светлов — гитара. Начиная с середины 1987 года концертная программа группы состоит из песен Крупнова: «Апокалипсис», «Абадонна», «Полночь», «Чёрный обелиск» и композиций на стихи Бодлера: «Литании Сатане», «Сплин», «Фантастическая гравюра», «Цветы зла». Лишь изредка исполняются «Вступление», «Болезнь», «Троянский конь». Появляется знаменитое мистическое театрализованное шоу «Чёрного обелиска», с мощным светом, пиротехническими эффектами, скелетом на барабанной установке и «Папой» — фосфоресцирующим огромным черепом посреди сцены, который вращал глазами-лазерами. Пауз между песнями на концертах не было, вместо этого звучали разнообразные звуковые эффекты: рёв огня, удары колокола, гомон толпы, шум дождя, бой часов, стоны сонма бесплотных теней, рвущихся на свободу. Перед песней «Абадонна» Анатолий Крупнов цитировал строчки из книги Михаила Булгакова «Мастер и Маргарита». А перед исполнением заключительной вещи «Чёрный обелиск» звучал его фирменный возглас: «Чёрный обелиск приветствует своих болельщиков!!!»
В самом конце выступления звучали оглушительные взрывы, а зрителей ослепляла мощная магниевая вспышка, из-за чего перед глазами у них возникало световое пятно, а когда глаза адаптировались, то на сцене уже никого не было, — создавалось впечатление, что музыканты с неё просто исчезли в один момент.
На афишах группы было написано «Тяжёлые ритмы, яркое шоу, световые эффекты, высокое исполнительское мастерство, зрелище, доведенное до драматизма, металл, металл и ещё раз металл предлагает Вашему вниманию ЧЁРНЫЙ ОБЕЛИСК».
В 1987 году при поддержке французов «Черный обелиск» делает свою первую профессиональную студийную запись, ей стала песня «Полночь» (она вышла во Франции на сборной пластинке советских рок-групп «De Lenine a Lennon»). Также при поддержке французской стороны на «Полночь» снимается видеоклип. В 1987 году Крупнов пишет песню «Женщина в чёрном». В 1987 году «Черный обелиск» выпустил свой второй магнитофонный альбом. Запись была смонтирована из пяти концертов, проходивших в мае в «Центральном доме туриста».
Так как половина программы была создана под впечатлением от стихов Бодлера, то назвали её «Цветы зла» (не путать магнитофонный альбом «Цветы зла» с похожей записью «Концерт в Центральном доме туриста»!).
В 1988 году в репертуаре «Чёрного обелиска» появляются песни «Серый святой» и «Цезарь», идет работа над новыми композициями и концертной программой «Серый святой». Группа практически постоянно находится на гастролях. Однако в коллективе назревает конфликт. В июле 1988 года во время гастролей по Молдавии происходит инцидент, приведший к тому, что по возвращении в Москву Анатолий Крупнов расформировывает «Черный обелиск» и переходит на работу бас-гитаристом в московский трэш-металлический коллектив «Shah».
Последней записью «Черного обелиска» того периода является магнитоальбом, названный просто «Последний концерт в Кишинёве».

### Возрождение 1990—1997

Анатолий Крупнов (1965—1997)

Летом 1990 года Анатолий Крупнов уходит из «Shah» и принимает решение возродить «Чёрный обелиск». Группа была воссоздана 1 августа 1990 в составе: Анатолий Крупнов — бас-гитара, голос; Юрий Алексеев — гитара; Михаил Светлов — гитара; Сергей Комаров — барабаны (экс «Легион», «Триумфальная арка»).
Крупнов пишет песни «Стена» и «We Got Enough», которые группа записывает на репетиционной базе.
23 сентября 1990 года обновлённый «Чёрный обелиск» впервые появился на сцене в качестве хэдлайнера фестиваля «Железный марш» во Дворце Культуры «Крылья Советов». Группа исполнила четыре песни: «Стена», «We Got Enough», «Полночь», «Чёрный обелиск». После этого концерта Анатолий Крупнов, недовольный уровнем игры Михаила Светлова заменяет его на бывшего гитариста группы «Э.С.Т.» Василия Билошицкого. В составе: Анатолий Крупнов — бас-гитара, голос; Юрий Алексеев — гитара; Сергей Комаров — барабаны; Василий Билошицкий — гитара, в октябре 1990 года на репетиционной базе записывается демо «Жизнь после смерти» из четырёх песен. 13 ноября от пули грабителя трагически погибает барабанщик Сергей Комаров. «Чёрный обелиск» вновь находится на грани распада. Тем не менее команда приступает к прослушиванию барабанщиков. На одно из них пришёл восемнадцатилетний парень по имени Владимир Ермаков (экс «Кантор», «Stainless»), который в результате и стал новым барабанщиком группы. Уже в конце ноября состоялось первое выступление с участием Владимира Ермакова — это был концерт памяти Сергея Комарова. 1 декабря группа вновь появилась на большой сцене — на фестивале «Трэш-эпидемия». После этого «Черный обелиск» стал готовиться к записи нового альбома.
Работа над записью новой программы происходила в конце 1990 — начале 1991 годов, и наконец 28 марта 1991 года возрождённый «Чёрный обелиск» выпускает свой долгожданный магнитофонный альбом «Стена». Альбом «Стена» был первой полноценно-качественной записью «Черного обелиска». Он содержал три новые песни: «Стена», «We Got Enough», «Игрок»; четыре переработанные старые: «Серый святой» (1988), «Аве, Цезарь» (1988), «Меч» (1988), «Полночь» (1986); а также кавер-версию песни AC/DC «Touch Too Much».
Альбом был концептуальным и все песни на записи, как и на концертах 1987—1988 годов, шли без пауз, — их связывали различные звуковые эффекты: бой часов, шум ветра, звуки толпы и др.. При этом музыка группы стала гораздо мощнее, плотнее и динамичнее, нежели раньше, а тексты более конкретными и реалистичными. Владимир Ермаков отлично сыгрался с Анатолием Крупновым, Юрий Алексеев полностью взял на себя обязанности ритм-гитариста, а все гитарные соло-партии в альбоме были исполнены Василием Билошицким. Одна из главных отличительных особенностей альбома «Стена» — виртуозная игра на бас-гитаре Анатолия Крупнова, считавшегося на тот момент одним из лучших бас-гитаристов СССР. Вслед за выходом альбома «Чёрный обелиск» приступил к активной концертной деятельности. В отличие от 1987—1988 годов, теперь на сцене во время концертов не было никакой мистической атрибутики — только группа, свет и шоу. При этом гораздо больше стало общения Анатолия Крупнова с залом. Ведущая на тот момент компания Бориса Зосимова BIZ Enterprises предлагает группе сотрудничество. «Черный обелиск» играет на масштабных, многотысячных фестивалях «Монстры рока СССР» и снимает два видеоклипа на песни «Стена» и «We Got Enough».
Тем временем шла работа над новыми песнями. Осенью 1991 года компания BIZ Enterprises предложила «Чёрному обелиску» оперативно записать англоязычную демо-ленту и попытаться отправить её на Запад. Поскольку Юрий Алексеев на тот момент отсутствовал в Москве, запись была осуществлена втроем: Анатолий Крупнов — бас-гитара, вокал; Владимир Ермаков — барабаны; Василий Билошицкий — гитара. Эта демозапись (лишь в 2003 году официально изданная на CD), названная «One more day» содержала восемь абсолютно новых песен «Чёрного обелиска». В целом 1991 год был очень успешным для группы, — возрождённый «Чёрный обелиск» не только напомнил о своём существовании, но и занял новые высокие позиции в числе лидеров российской металлической сцены того времени.
В начале 1992 года после гастролей по Украине Василий Билошицкий оставляет «Чёрный обелиск» и после ряда поисков новым гитаристом становится Игорь Жирнов, известный своей сессионной работой со множеством российских поп и рок-«звёзд». В мае 1992 года «Черный обелиск» участвует в туре «Монстры рока по руинам Империи зла» совместно с группами «Sepultura», «Мастер», «Shah», «Э.С.Т.», в ходе которого представляет свою новую русскоязычную программу. Летом 1992 года «Черный обелиск» выпускает один из сильнейших своих альбомов «Еще один день». Он был записан Евгением Чайко на студии «Видеофильм» и издан на виниле компанией «Alien Records». Основой для этой пластинки послужили семь из восьми переработанных песен с англоязычного демо «One More Day», на которые были написаны русские слова.
Диск получил положительные рецензии в ведущих российских металлических изданиях. При этом в стилистике группы произошёл достаточно серьёзный поворот.
Вскоре после выхода альбома группу покидает Игорь Жирнов и ему на замену берется гитарист Дмитрий Борисенков.
Участвуя в политической жизни страны, «Черный обелиск» выступил на баррикадах 22 августа 1991 года перед защитниками Белого дома, на концерте «Рок на баррикадах» вместе с рядом других музыкантов, в числе которых Андрей Макаревич, Константин Кинчев, Гарик Сукачёв и многие другие («Круиз», «Шах», «Коррозия Металла», «Монгол Шуудан» и «Э.С.Т.»), выступая в поддержку свержения коммунистического режима и поддерживая Бориса Ельцина. Снимаются три видео-клипа — на песни «Дорога в никуда», «День прошел, а ты все жив (Еще один день)» и «Убей их всех».
В начале 1993 на студии BIZ Interpises записывается демо «96 % + 415».
В мае 1993 «Черный обелиск» играет стадионные концерты на «разогреве» у группы «Accept», а в июне выступает на «разогреве» у «Faith No More».
В 1993 году Крупнов начинает работать с группой «Неприкасаемые» и в деятельности «Черного обелиска» наступает спад, связанный с общим кризисом музыки в стране. Группа играет локальные клубные концерты, а на больших площадках появляется всего лишь четыре раза за год.
В 1994 году на SNC Records «Черный обелиск» записывает сразу два альбома — «Я остаюсь», содержащий новый материал и ремейк магнитофонного альбома «Стена». Эти записи были выпущены лейблом BSA Records на CD.

В сентябре 1994 года на CD переиздается альбом «Еще один день», и на компакт-кассетах выходит двойной сборник концертных записей «Память о прошлом».
В 1995 году перезаписываются лучшие ранние композиции, которые издаются на аудиокассете под названием «86-88».
К концу 1995 года из группы уходят Юрий Алексеев, Владимир Ермаков и Дмитрий Борисенков. Анатолий Крупнов набирает новый состав «Черного обелиска», теперь группа стала играть втроём: Анатолий Крупнов — бас-гитара, вокал; Дмитрий Варшавчик — гитара; Александр Митрофанов — барабаны. Таким составом «Черный обелиск» празднует своё десятилетие, сыграв приуроченный к нему концерт. Летом 1996 года выступает на Байк-шоу, следует ряд клубных выступлений (в клубах, ПИЛОТ, МХАТ-woodstocк и пр.), гастрольные поездки.
Начинается работа по записи нового студийного альбома «Чёрного обелиска», который Крупнов планировал назвать по книге Эриха Марии Ремарка «Три товарища». Было написано свыше 20 новых песен. Но 27 февраля 1997 г. основатель группы «Черный обелиск» Анатолий Крупнов скоропостижно умирает на студии звукозаписи от сердечного приступа..
Уже после смерти Крупнова, оставшимися участниками Дмитрием Варшавчиком и Александром Митрофановым, с 1997 по 1998 год был дописан и издан двойной «Postальбом» (2000). В этом альбоме часть песен записана самим Крупновым, остальные представляют Гарик Сукачёв, Юрий Шевчук, Константин Кинчев, Александр Ф. Скляр, Жан Сагадеев. Принимается решение не выпускать POSTальбом под именем Чёрный Обелиск, поскольку в финальное издание вошли песни, написанные Анатолием Крупновым к разным проектам. Для «Крупский Сотоварищи» (Автобус 666, С тобой, Мама, Иди за мной), для группы Чёрный Обелиск (Семь бед, Наркотик, Холодные дни, Отель исполнения желаний, Илья, Новая жизнь, ДЖС III, Бес, Чёрная принцесса) и совместного проекта с вокалистом группы Ван-Моо Сергеем Савиным «Агитатор» (Белый танец, С тобой). Также в альбом вошли ремиксы на песни В. С. Высоцкого «Песенка ни про что, или то что случилось в Африке» (Жираф), Tom Waits — Yesterday Is Here, и «Плещут холодные волны» на стихи Я. Репнинского музыка В. Д. Беневского и Ф. Н. Богородицкого. Название «Чёрный Обелиск» не рассматривалось музыкантами последнего созыва в отрыве от имени отца-основателя группы, и они не планировали продолжать свою деятельность под этим названием. В 2000 году в спорткомплексе «Олимпийский» состоялся POSTконцерт в память Анатолия Крупнова в котором приняли участие Гарик Сукачёв и НЕПРИКАСАЕМЫЕ, Sergei Voronov and The Crossroadz, Роман Ягупов и Zdob si Zdub, Юрий Шевчук и ДДТ, Александр Васильев и СПЛИН, а также Александр Ф. Скляр, Сергей Савин, Кирилл Немоляев, Павел Фролов (+), Дмитрий Борисенков, Рушан Аюпов, Дмитрий Варшавчик, Александр Митрофанов (+), Жан Сагадеев (+) и многие другие. Со сцены прозвучали практически все новые песни из POSTальбома и несколько классических композиций Анатолия Крупнова. Это был последний концерт группы Чёрный Обелиск и коллектива Крупский Сотоварищи, в первую очередь музыкантов Александра Митрофанова, Дмитрия Варшавчика, Сергея Савина, Рушана Аюпова, Петра Тихонова, объединённых новыми идеями Анатолия Крупнова ещё при его жизни. Не дожили до концерта Алексей Ермолин и Александр Косорунин.

### С 1999 года
Группа была воссоздана в 1999 году Дмитрием Борисенковым, Юрием Алексеевым, Владимиром Ермаковым и Михаилом Светловым. Вокалистом, гитаристом и автором большинства песен стал Борисенков. На место басиста пришёл Даниил Захаренков («Э.С.Т.»).
В 2000 году группу покинул Юрий Алексеев.
Первые альбомы «нового» Обелиска, в силу воссоединения и утраты Крупнова, были довольно тяжелыми в плане текстовой нагрузки. Альбом «Пепел» (2002) можно считать данью музыкантов основателю группы. Песня «Тебя больше нет» в концертном издании 2000 (вошла в сборник «песни для радио») года вполне передаёт настрой группы, их отношение и состояние на момент воссоединения. Ведь Анатолий был не только музыкантом и основателем группы, но был их другом, боль от потери которого «новые обелиски» изложили в стихах и музыке. Затем ребята записали и переиздали несколько старых записей.
В 2004 году группа записывает альбом «Нервы».
В 2006 году выходит «Зелёный альбом».
В 2011 году группу покидает ударник Владимир Ермаков. Его заменяет Максим Олейник («Иван-Царевич»).
21 января 2012 года группа выпустила альбом, «Мёртвый сезон».
К двадцатипятилетию группы вышел трибьют-альбом «A Tribute to Чёрный Обелиск. XXV».
30 января 2013 года состоялся эксклюзивный релиз на портале ThankYou.ru альбома «Мой мир». В издание, вышедшее на двух CD, вошли лучшие песни группы за последние 14 лет, полностью перезаписанные и переаранжированные. Какие-то треки изменились не сильно, а какие-то можно и не узнать. Впервые в истории «Черного обелиска» в работе над альбомом приняли участие музыканты совершенно разных направлений. Треки в их исполнении не только приобрели новые краски, но и зазвучали на других языках. Кроме «обелисковцев», в записи приняли участие Лусине Геворкян (Louna), Дмитрий Спирин («Тараканы!», «Ракеты из России»), Михаил Житняков («Ария»), Иван Демьян («7Б»), Дария Ставрович («Слот»), Михаил Сидоренко («Фактор Страха»), Алексей Юзленко (Znaki), Максим Самосват, Владимир Насонов, Алексей Горшенев («Кукрыниксы»), Андрей Подгайный («ТОК»), Андрей Контузов (Grizzly Knows No Remorse), Олег Жиляков (Catharsis) и Михаил Семенов («Декабрь»).
1 октября 2013 года группа выпустила свой новый макси-сингл под названием «Вверх!». В пластинку вошли 5 новых песен, перезаписанная композиция из альбома «Пепел» и акустическая версия одного из новых треков. Альбом доступен для свободного скачивания на ThankYou.ru.
20 мая 2014 года вышел сингл «Марш революции», а 4 ноября вышел сингл «Душа».
В 2015 году вышел альбом «Революция», ставший культовым в истории группы. В 2016 году музыканты отправились в масштабный тур по России в честь 30-летия группы.
В 2017 году планируется масштабное переиздание каталога группы
Группа Чёрный обелиск записывает первый в своей истории акустический альбом. «В акустический альбом войдут песни прошлых лет и несколько новых композиций. Релиз выйдет в двух частях, первая часть на CD и виниле, вторая часть только на электронных площадках. На наш взгляд материал получается очень не характерным для Обелиска и невероятным образом совмещает в себе лирическое звучание и свойственную нам подачу в одно целое! В работе над альбомом задействован достаточно широкий и интересный состав музыкантов. Уже сейчас можно сказать, что релиз будет особенным и интересным!» — сообщают музыканты группы. 18 октября 2017 вышел сингл «Осколки».
23 октября 2017 года вышел первый акустический альбом группы.
26 сентября 2018 года группа выпустила второй акустический альбом "Акустика 2". 9 ноября того же года группа выпустила свой десятый студийный альбом "Х".
8 ноября 2019 года вышел одиннадцатый студийный альбом "Disco 2020", содержащий в себе 9 треков.

## Состав

### Текущий состав
- Дмитрий Борисенков — вокал, гитара (1992—1995, 1999—наши дни)
- Михаил Светлов — гитара (1986, 1987—1988, 1990, 1999—наши дни)
- Даниил Захаренков — бас-гитара, бэк-вокал (1999—наши дни)
- Максим Олейник — ударные (2011—наши дни)
- Дмитрий Костючик —звукорежиссёр, гитара (2020—наши дни)

### Бывшие участники
- Константин Денежкин — гитара (1986)
- Николай Коробов — гитара (1986)
- Юрий Анисимов — гитара (1986—1987)
- Николай Агафошкин — ударные (1986—1988)
- Анатолий Крупнов — бас-гитара, вокал (1986—1988, 1990—1997) †
- Юрий Алексеев — ритм-гитара, бэк-вокал (1986—1988, 1990—1995, 1999—2001)
- Сергей Комаров — ударные (1990) †
- Василий Билошицкий — гитара (1990—1992)
- Владимир Ермаков — ударные (1990—1995, 1999—2011)
- Игорь Жирнов — гитара (1992)
- Дмитрий Варшавчик — гитара (1995—2000)
- Александр Митрофанов — ударные (1995—2000) †
- Сергей Варламов — звукорежиссёр, гитара (2017—2020)

## Дискография
Демозаписи
| Название           | Выпуск                                                          |
| ------------------ | --------------------------------------------------------------- |
| Жизнь после смерти | - Релиз: октябрь 1990 - Лейбл: ЧО самиздат - Формат: DAT (1990) |
| 96 + 415           | - Релиз: февраль 1993 - Лейбл: ЧО самиздат - Формат: DAT (1993) |

Студийные альбомы
| Название       | Выпуск |
| -------------- | --- |
| Стена '91      | - Релиз: 28 марта 1991 - Лейбл: ЧО самиздат, JetNoise Records - Формат: DAT (1991), CD (2006)                          |
| One More Day   | - Релиз: 15 октября 1991 - Лейбл: ЧО самиздат, Мистерия Звука - Формат: DAT (1991), CD (2003)                          |
| Ещё один день  | - Релиз: 20 июля 1992 - Лейбл: Alien, BSA, Элиас, Мистерия Звука - Формат: LP (1992), CS (1994, 2003), CD (1994, 2003) |
| Я остаюсь      | - Релиз: 1994 - Лейбл: BSA, Элиас, Мистерия Звука - Формат: CS (1995, 2003), CD (1994, 2003)                           |
| Стена '94      | - Релиз: 1994 - Лейбл: BSA, Элиас, Мистерия Звука - Формат: CS (1995, 2003), CD (1994, 2003)                           |
| 1986-1988      | - Релиз: 31 марта 1995 - Лейбл: Элиас, Мистерия Звука - Формат: CS (1995, 2003), CD (2003)                             |
| Пепел          | - Релиз: 2003 - Лейбл: AAAA, Grand - Формат: CS (2003), CD (2003, 2004)                                                |
| Нервы          | - Релиз: 2004 - Лейбл: Grand - Формат: CS (2004), CD (2004)                                                            |
| Зелёный альбом | - Релиз: 25 мая 2006 - Лейбл: CD-Maximum - Формат: CD (2006)                                                           |
| Мёртвый сезон  | - Релиз: 20 января 2012 - Лейбл: ЧО самиздат - Формат: CD (2012)                                                       |
| Революция      | - Релиз: 5 мая 2015 - Лейбл: ЧО самиздат - Формат: CD (2015)                                                           |
| Х              | - Релиз: 9 ноября 2018 - Лейбл: ЧО самиздат - Формат: CD (2018)                                                        |
| Disco 2020     | - Релиз: 8 ноября 2019 - Лейбл: ЧО самиздат - Формат: CD (2019)                                                        |

Специальные релизы
| Название             | Выпуск                                                             |
| -------------------- | ------------------------------------------------------------------ |
| Мой мир (в 2 частях) | - Релиз: 30 января 2013 - Лейбл: ЧО самиздат - Формат: 2CD (2013)  |
| Акустика? (часть 1)  | - Релиз: 23 октября 2017 - Лейбл: ЧО самиздат - Формат: CD (2017)  |
| Акустика? (часть 2)  | - Релиз: 26 сентября 2018 - Лейбл: ЧО самиздат - Формат: CD (2018) |

Мини-альбомы (EP), макси-синглы
| Название        | Выпуск                                                           |
| --------------- | ---------------------------------------------------------------- |
| Песни для радио | - Релиз: 2000 - Лейбл: Sound Age - Формат: CS (2000)             |
| Ангелы          | - Релиз: 2005 - Лейбл: Grand - Формат: CD (2005)                 |
| Когда-нибудь    | - Релиз: 19 декабря 2006 - Лейбл: CD-Maximum - Формат: CD (2006) |
| Чёрное / Белое  | - Релиз: 22 октября 2009 - Лейбл: CD-Maximum - Формат: CD (2009) |
| Вверх           | - Релиз: 1 октября 2013 - Лейбл: ЧО самиздат - Формат: CD (2013) |
| Осень           | - Релиз: 2017 - Лейбл: ЧО самиздат - Формат: CD (2017)           |
| Tени            | - Релиз: 30 апреля 2020 - Лейбл: ЧО самиздат - Формат: CD (2020) |

Интернет-синглы
- 2014 — Марш революции
- 2014 — Душа
- 2015 — Художник
- 2016 — Ира
- 2016 — Не имеет значения
- 2016 — Осень
- 2017 — Осколки
- 2022 — Моим Друзьям
- 2022 — Посвящение
- 2024 — На минуту (ft. SADLESS)
- 2024 — Звездочёт (ft. Сказки Чёрного Города, Арктида)

### Концертные альбомы
- 1986 — Апокалипсис
- 1987 — Цветы зла
- 1988 — Последний концерт в Кишинёве
- 1993 — Память о прошлом. Часть I (записи 1987, 1988) (MIX MAGIC) Cassette
- 1994 — Память о прошлом. Часть II (записи 1990, 1992, 1993) (MIX MAGIC) Cassette
- 2004 — Пятница 13  Москва · ДК им. Горбунова - 1992 г. презентация альбома "Ещё один день", 13.11.1992 (GRAND RECORDS) CD
- 2006 — Апокалипсис. Live (записи 1986—1987) (МИСТЕРИЯ ЗВУКА) CD
- 2016 — 30 лет. Две жизни

### Сборник
- 2002 — The Best Of (Music Of the Future)
- 2003 — Память о прошлом. Коллекционная серия “Русский Рок-н-ролл” (Записи 1986-1995) (МИСТЕРИЯ ЗВУКА) CD
- 2003 — Энциклопедия российского рока (Grand Records)
- 2004 — Легенды русского рока (Moroz Records)
- 2007 — Лучшее (Stereo & Video)

### Трибьют
- 2012 — «A Tribute to Чёрный Обелиск. XXV», трибьют-альбом к 25-летию группы.
- 2019 — «Я остаюсь. Tribute to Анатолий Крупнов», Кавер версия песни "Я остаюсь" от Даны Соколовой.

## Видеография

### Видеальбомы
- 2005 — Концерт в СDК МАИ (DVD+CD)
- 2006 — 20 лет и ещё один день… (DVD+CD, записи 1988, 1991—94-х)
- 2010 — Концерт в Днепропетровске (интернет-релиз)

### Видеоклипы
- 1988 — Полночь
- 1991 — Стена
- 1991 — We Got Enough
- 1991 — Серый Святой
- 1992 — Дорога в никуда
- 1992 — Ещё один день
- 1992 — Убей их всех
- 1994 — Пятая песня
- 1994 — Дом жёлтого сна
- 2002 — Тебя больше нет (памяти Анатолия Крупнова)
- 2003 — Kingdom Come (Manowar cover)
- 2016 — Не имеет значения
- 2016 — Художник

## Документальный фильм
В 2019 году вышел документальный фильм «Анатолий Крупнов. Он был».

## Культура
- В компьютерной игре «Полный привод 2:HUMMER» в качестве фоновой музыки использованы такие композиции, как: «Мертвые не пишут писем», «Шок и трепет» и «Свобода». Использована только инструментальная часть композиций, вокальная отсутствует.